# لانگویدن
لانگویدن (به آلمانی: Langwieden) یک شهر در آلمان است که در کایزرسلاوترن واقع شده‌است. لانگویدن ۲۶۷ نفر جمعیت دارد.